# Radiata
Los radiados (Radiata), celentéreos o celenterados (Coelenterata) son un taxón parafilético empleado históricamente para agrupar a los más primitivos animales eumetazoos, habitualmente en oposición a los pertenecientes a Bilateria, es decir, enfatizando la presencia de una simetría radiada en vez de bilateral en el adulto. Formaban un antiguo filo de animales que incluía principalmente a los cnidarios y los ctenóforos. Existe unanimidad en que estos dos grupos representan filos separados y se duda de si están directamente emparentados. El antiguo nombre celentéreos también es utilizado por algunos autores, que lo emplean como sinónimo de Cnidaria.
El empleo de las características de la simetría radiada, especialmente la pentarradiada, en taxonomía y sistemática presenta sus inconvenientes. Existen multitud de convergencias evolutivas en animales de cualquier nivel en la escala filogenética: por ejemplo, los equinodermos, que presentan simetría pentarradiada, no pertenecen al grupo Radiata; de hecho, su larva posee simetría bilateral.
Para los sistemas taxonómicos que rechazan los grupos parafiléticos, Radiata o Coelenterata es considerado un taxón obsoleto.

## Terminología e historia

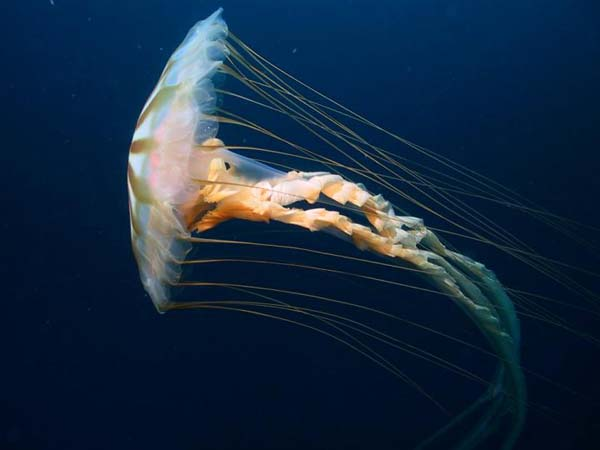
Un cnidario en su forma medusa.

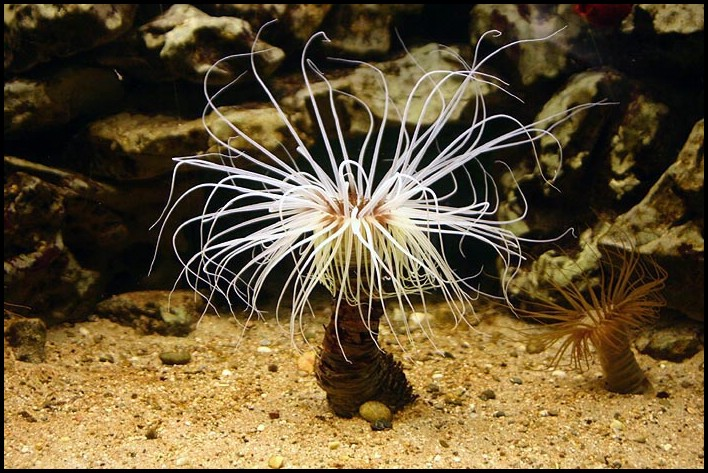
Un cnidario en su forma pólipo.

Coelenterata viene del griego antiguo κοῖλος (koilos=“hueco”) y ἔντερον (énteron = tripas, intestinos) en alusión a la cavidad digestiva de una sola abertura. Radiata (Linnaeus, 1758) viene del latín radio “brillar”, en alusión a la morfología radiada o alrededor de un centro. Tanto Coelenterata como Radiata pueden incluir o excluir a Porifera según los sistemas de clasificación (ver Diploblasta).
Georges Cuvier definió en 1817 a Radiata para agrupar cnidarios y ctenóforos. Thomas Cavalier-Smith redefine en 1983 a Radiata como un subreino que albergaba a los filos Myxozoa, Placozoa, Cnidaria y Ctenophora.
En cambio, la clasificación de Lynn Margulis en cinco reinos sólo incluía a Cnidaria y Ctenophora en los radiados; el elemento definitorio aquí, además de la simetría, es el número de hojas embrionarias: incluye sólo a los animales diblásticos, es decir, con endodermo y ectodermo, y excluye a los considerados monoblásticos como las esponjas, aunque no hay acuerdo en este punto.

## Características

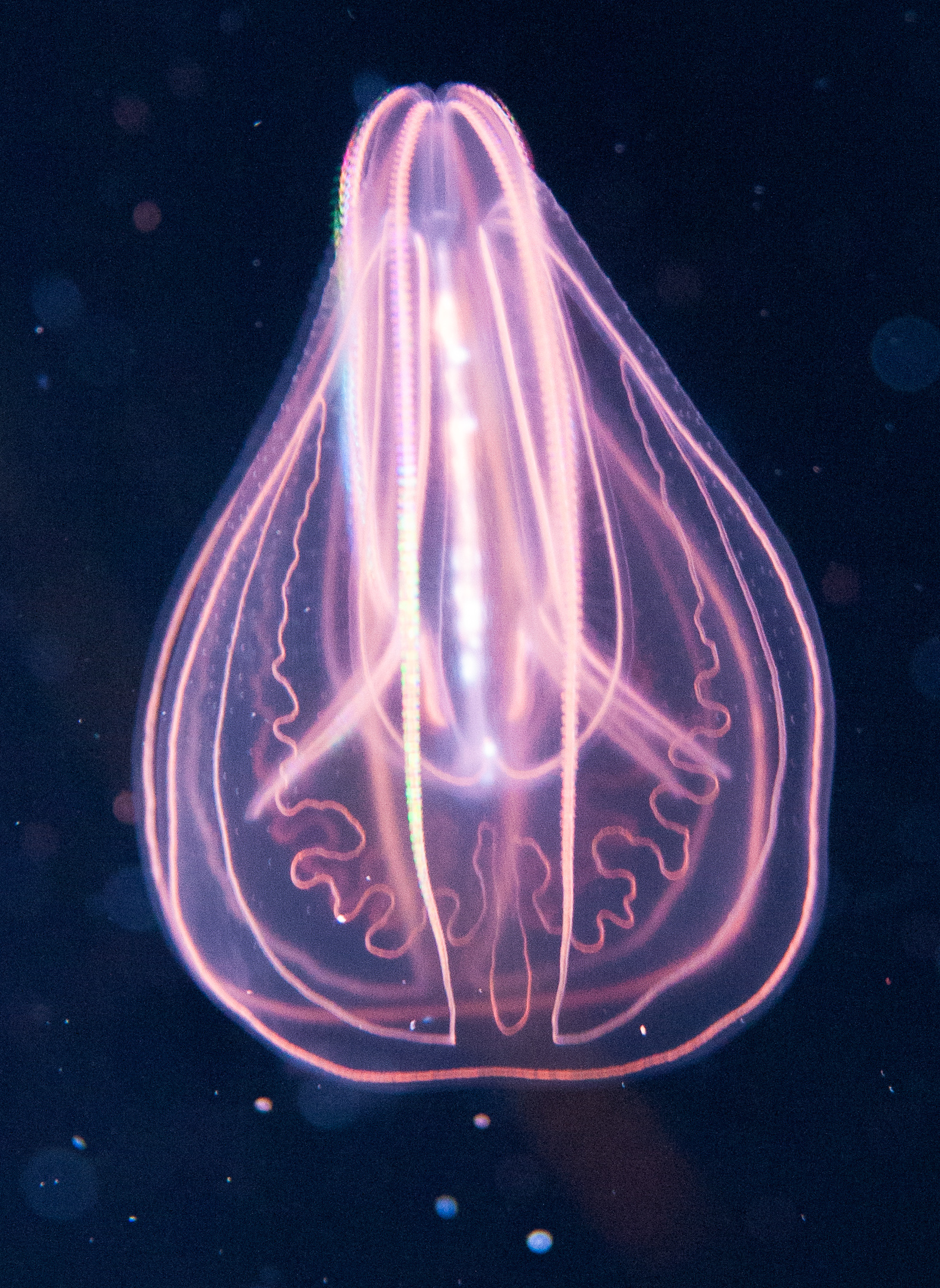
Un ctenóforo.

Hay características superficiales que son comunes; muchos cnidarios, ctenóforos y placozoos suelen ser muy blandos, gelatinosos, globosos, transparentes y con gran contenido líquido. Cnidarios y ctenóforos comparten algunas características primitivas, como su organización diblástica (solo tienen dos hojas embrionarias, ectodermo y endodermo) y la ausencia de ano en el aparato digestivo, que tiene forma de saco, sin embargo, los ctenóforos poseen dos poros anales en el extremo opuesto a la boca. Se considera que tienen simetría radial, sin embargo, los ctenóforos tienen una simetría que podría considerarse birradial rotacional. 
Por otro lado las diferencias son marcadas; por un lado los cnidarios tienes dos formas vitales, el pólipo y la medusa, además los cnidarios tiene células urticantes, mientras que los ctenóforos tiene coloblastos, unas células productoras de una sustancia pegajosa que sirve para atrapar a sus presas. Los placozoos están muy simplificados y son ameboides.
Radiata, como grupo parafilético, puede considerarse un grado evolutivo dentro de la evolución animal entre las primitivas esponjas y los animales bilaterales, estos últimos considerados los más evolucionados. De acuerdo con esta perspectiva, se puede hacer una comparación entre los grandes grupos de animales con la siguiente tabla:
|                                                        | Porifera                               | Celentéreos                               | Celentéreos                               | Bilateria                                       |
| Cnidaria                                               | Porifera                               | Ctenophora                                |                                           | Bilateria                                       |
| Simetría                                               | Asimétrica o radial                    | Radial                                    | Birradial                                 | Bilateral                                       |
| Hábitat                                                | Bentónico                              | Pelágico y bentónico                      | Pelágico y bentónico                      | Todos los hábitat                               |
| Célula especializada                                   | Coanocito                              | Cnidoblasto                               | Coloblasto                                | (no aplica)                                     |
| Gastrulación                                           | No                                     | Sí                                        | Sí                                        | Sí                                              |
| Capas celulares fundamentales                          | Dos: pinacodermo y coanodermo          | Dos: ectodermo y endodermo                | Dos: ectodermo y endodermo                | Tres: ectodermo, mesodermo y endodermo          |
| Zona entre capas                                       | Mesohilo gelatinoso con muchas células | Mesoglea gelatinosa con pocas células     | Mesoglea gelatinosa con pocas células     | (no aplica)                                     |
| Cohesión celular                                       | Molélulas de adhesión celular          | Conexión intercelular y membranas basales | Conexión intercelular y membranas basales | Conexión intercelular y membranas basales       |
| Células externas pueden internarse y cambiar funciones | Sí                                     | No                                        | No                                        | No                                              |
| Órganos sensoriales                                    | No                                     | Sí                                        | Sí                                        | Sí                                              |
| Sistema nervioso                                       | No                                     | Sí, simple                                | Sí, simple                                | Sí, complejo                                    |
| Sistema circulatorio, urinario y órganos digestivos    | No                                     | No                                        | No                                        | Sí, en Nephrozoa                                |
| Músculos                                               | No                                     | Mayormente a nivel epitelial              | Mayormente a nivel epitelial              | Mayormente tejido con miocitos (fibra muscular) |

## Clasificación

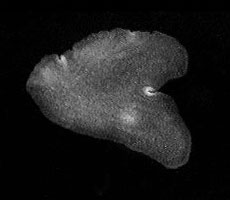
Un placozoo.

Tomando en cuenta el sistema de Whittaker y Margulis (1978) así como los subgrupos actuales, se resume en lo siguiente:
Subreino Eumetazoa
- Rama Radiata (P)
  - Superfilo Coelenterata (P)
    - Filo Cnidaria
      - subfilo Anthozoa (corales, anémonas y plumas de mar)
      - subfilo Medusozoa (pólipo-medusas)
      - subfilo Endocnidozoa (endoparásitos)

    - Filo Ctenophora
      - clase Tentaculata
      - clase Nuda

    - Filo Placozoa
- Rama Bilateria

## Relaciones filogenéticas
La estructura diblástica y la presencia de una sola abertura y cavidad hizo creer que los cnidarios y los ctenóforos estaban relacionados. No hay otros datos que demuestren que ambos grupos comparten un antepasado común. Por tanto, hoy hay un acuerdo general en que la similitud entre Ctenophora y Cnidaria (la forma medusa) es debida a convergencia evolutiva por el hecho de estar ambos adaptados a la vida pelágica. Los ctenóforos bentónicos no se parecen en absoluto a los pólipos. Los ctenóforos carecen de ciclo metagénico y de cnidoblastos característicos de los cnidarios, y en cambio sí tienen coloblasto. Se plantean las siguientes relaciones posibles (2018):
|  | Tentaculata |
|  |             |
|  | Nuda        |
|  |             |

|  | Anthozoa                                              |
|  |                                                       |
|  | \| \| Medusozoa \| \| \| \| \| \| Myxozoa \| \| \| \| |
|  |                                                       |
|  | Medusozoa                                             |
|  |                                                       |
|  | Myxozoa                                               |
|  |                                                       |

|  | Medusozoa |
|  |           |
|  | Myxozoa   |
|  |           |

|  | Anthozoa                                              |
|  |                                                       |
|  | \| \| Medusozoa \| \| \| \| \| \| Myxozoa \| \| \| \| |
|  |                                                       |
|  | Medusozoa                                             |
|  |                                                       |
|  | Myxozoa                                               |
|  |                                                       |

|  | Medusozoa |
|  |           |
|  | Myxozoa   |
|  |           |

|  | Anthozoa                                              |
|  |                                                       |
|  | \| \| Medusozoa \| \| \| \| \| \| Myxozoa \| \| \| \| |
|  |                                                       |
|  | Medusozoa                                             |
|  |                                                       |
|  | Myxozoa                                               |
|  |                                                       |

|  | Medusozoa |
|  |           |
|  | Myxozoa   |
|  |           |

|  | Anthozoa                                              |
|  |                                                       |
|  | \| \| Medusozoa \| \| \| \| \| \| Myxozoa \| \| \| \| |
|  |                                                       |
|  | Medusozoa                                             |
|  |                                                       |
|  | Myxozoa                                               |
|  |                                                       |

|  | Medusozoa |
|  |           |
|  | Myxozoa   |
|  |           |

|  | Tentaculata |
|  |             |
|  | Nuda        |
|  |             |

|  | Anthozoa                                              |
|  |                                                       |
|  | \| \| Medusozoa \| \| \| \| \| \| Myxozoa \| \| \| \| |
|  |                                                       |
|  | Medusozoa                                             |
|  |                                                       |
|  | Myxozoa                                               |
|  |                                                       |

|  | Medusozoa |
|  |           |
|  | Myxozoa   |
|  |           |

|  | Anthozoa                                              |
|  |                                                       |
|  | \| \| Medusozoa \| \| \| \| \| \| Myxozoa \| \| \| \| |
|  |                                                       |
|  | Medusozoa                                             |
|  |                                                       |
|  | Myxozoa                                               |
|  |                                                       |

|  | Medusozoa |
|  |           |
|  | Myxozoa   |
|  |           |

|  | Anthozoa                                              |
|  |                                                       |
|  | \| \| Medusozoa \| \| \| \| \| \| Myxozoa \| \| \| \| |
|  |                                                       |
|  | Medusozoa                                             |
|  |                                                       |
|  | Myxozoa                                               |
|  |                                                       |

|  | Medusozoa |
|  |           |
|  | Myxozoa   |
|  |           |

|  | Anthozoa                                              |
|  |                                                       |
|  | \| \| Medusozoa \| \| \| \| \| \| Myxozoa \| \| \| \| |
|  |                                                       |
|  | Medusozoa                                             |
|  |                                                       |
|  | Myxozoa                                               |
|  |                                                       |

|  | Medusozoa |
|  |           |
|  | Myxozoa   |
|  |           |

|  | Tentaculata |
|  |             |
|  | Nuda        |
|  |             |

|  | Anthozoa                                              |
|  |                                                       |
|  | \| \| Medusozoa \| \| \| \| \| \| Myxozoa \| \| \| \| |
|  |                                                       |
|  | Medusozoa                                             |
|  |                                                       |
|  | Myxozoa                                               |
|  |                                                       |

|  | Medusozoa |
|  |           |
|  | Myxozoa   |
|  |           |

|  | Anthozoa                                              |
|  |                                                       |
|  | \| \| Medusozoa \| \| \| \| \| \| Myxozoa \| \| \| \| |
|  |                                                       |
|  | Medusozoa                                             |
|  |                                                       |
|  | Myxozoa                                               |
|  |                                                       |

|  | Medusozoa |
|  |           |
|  | Myxozoa   |
|  |           |

|  | Anthozoa                                              |
|  |                                                       |
|  | \| \| Medusozoa \| \| \| \| \| \| Myxozoa \| \| \| \| |
|  |                                                       |
|  | Medusozoa                                             |
|  |                                                       |
|  | Myxozoa                                               |
|  |                                                       |

|  | Medusozoa |
|  |           |
|  | Myxozoa   |
|  |           |

|  | Anthozoa                                              |
|  |                                                       |
|  | \| \| Medusozoa \| \| \| \| \| \| Myxozoa \| \| \| \| |
|  |                                                       |
|  | Medusozoa                                             |
|  |                                                       |
|  | Myxozoa                                               |
|  |                                                       |

|  | Medusozoa |
|  |           |
|  | Myxozoa   |
|  |           |

|  | Tentaculata |
|  |             |
|  | Nuda        |
|  |             |

|  | Anthozoa                                              |
|  |                                                       |
|  | \| \| Medusozoa \| \| \| \| \| \| Myxozoa \| \| \| \| |
|  |                                                       |
|  | Medusozoa                                             |
|  |                                                       |
|  | Myxozoa                                               |
|  |                                                       |

|  | Medusozoa |
|  |           |
|  | Myxozoa   |
|  |           |

|  | Anthozoa                                              |
|  |                                                       |
|  | \| \| Medusozoa \| \| \| \| \| \| Myxozoa \| \| \| \| |
|  |                                                       |
|  | Medusozoa                                             |
|  |                                                       |
|  | Myxozoa                                               |
|  |                                                       |

|  | Medusozoa |
|  |           |
|  | Myxozoa   |
|  |           |

|  | Anthozoa                                              |
|  |                                                       |
|  | \| \| Medusozoa \| \| \| \| \| \| Myxozoa \| \| \| \| |
|  |                                                       |
|  | Medusozoa                                             |
|  |                                                       |
|  | Myxozoa                                               |
|  |                                                       |

|  | Medusozoa |
|  |           |
|  | Myxozoa   |
|  |           |

|  | Anthozoa                                              |
|  |                                                       |
|  | \| \| Medusozoa \| \| \| \| \| \| Myxozoa \| \| \| \| |
|  |                                                       |
|  | Medusozoa                                             |
|  |                                                       |
|  | Myxozoa                                               |
|  |                                                       |

|  | Medusozoa |
|  |           |
|  | Myxozoa   |
|  |           |